# ガレージ番長エンスー系
ガレージ番長エンスー系（ガレージばんちょうエンスーけい）は、2004年にフジテレビ721（現・フジテレビTWO）で放送されていた自動車バラエティ番組。

## 概要
毎回1車種のクルマを取り上げ、番組MCの渡辺和博と有野晋哉（よゐこ）によるトークと、そのクルマに情熱を注ぐ人達を紹介し格付けをするという文字通りエンスーな世界を紹介した。
2004年8月18日2:28 - 3:13にはフジテレビで『ガレージ番長エンスー系 Type S』のタイトルで地上波放送した。

## ラインナップ
1. フェラーリ
2. V.W. ビートル
3. スカイラインGT-R
4. シトロエン2CV、DS
5. MINI
6. シボレー
7. アルファロメオ
8. スーパーセブン
9. マツダ サバンナ
10. ポルシェ